# Milan Hanko
Milan Hanko (* 2. května 1965) je bývalý český fotbalista. Po skončení aktivní kariéry působí ve Zlíně jako trenér mládeže.

## Fotbalová kariéra
V české lize hrál za Slezský FC Opava. Nastoupil ve 4 ligových utkáních. Dále hrál i za Slušovice, v Malajsii za Negeri Sembilan a FK Hanácká kyselka Přerov.

## Ligová bilance
| Ročník                               | Zápasy | Góly | Klub                      |
| ------------------------------------ | ------ | ---- | ------------------------- |
| Česká národní fotbalová liga 1987/88 | 6      | 0    | TJ JZD Slušovice          |
| Česká národní fotbalová liga 1988/89 | 7      | 0    | TJ JZD Slušovice          |
| 2. česká fotbalová liga 1995/96      | 14     | 2    | FC Alfa Slušovice         |
| 1. česká fotbalová liga 1995/96      | 4      | 0    | Slezský FC Opava          |
| 2. česká fotbalová liga 1996/97      | 27     | 2    | FK PS Přerov              |
| 2. česká fotbalová liga 1997/98      | 27     | 4    | FK Hanácká kyselka Přerov |
| 2. česká fotbalová liga 1998/99      | 11     | 1    | FK Hanácká kyselka Přerov |
| CELKEM 1. česká liga                 | 4      | 0    |                           |